# الصاية (المحابشة)

تعديل مصدري - تعديل

الصاية هي إحدى قرى عزلة حجر بمديرية المحابشة التابعة لمحافظة حجة، بلغ تعداد سكانها 442 نسمة حسب تعداد اليمن لعام 2004.